# Włodzimierz Roszczynialski
Włodzimierz Roszczynialski (ur. 23 grudnia 1947 w Świeciu, zm. 23 lipca 2023 w Krakowie) – polski inżynier górnictwa, teoretyk zarządzania i menedżer, profesor nauk technicznych, wieloletni rektor Wyższej Szkoły Zarządzania i Bankowości w Krakowie.

## Życiorys
Pochodził z wsi Bagniewo. Był synem Zenona i Anny. W Świeciu ukończył szkołę podstawową i liceum. W 1970 został absolwentem Akademii Górniczo-Hutniczej w Krakowie. W 1974 uzyskał stopień doktora nauk technicznych na podstawie pracy pt. Depresja cieplna podziemnych kopalń z uwzględnieniem zmian temperatury oraz ilości powietrza, natomiast w 1987 habilitował się. W 1992 został profesorem uczelnianym, natomiast 15 maja 2002 uzyskał tytuł profesora nauk technicznych. W pracy naukowej specjalizował się zakresie górnictwa i geologii inżynierskiej, aerologii oraz zarządzania bezpieczeństwem; w późniejszym czasie zainteresował się takimi tematami, jak zastosowania matematyki w finansach, bankowości i zarządzaniu.
Bezpośrednio po studiach rozpoczął pracę jako asystent i wykładowca w Katedrze Górnictwa Podziemnego Wydziale Górnictwa i Geoinżynierii AGH, później również w Wyższej Szkole Biznesu – National Louis University w Nowym Sączu. W 1995 został założycielem Wyższej Szkoły Zarządzania i Bankowości w Krakowie, objął funkcję jej rektora, którą pełnił do śmierci. Autor ponad 150 publikacji naukowych z zakresu inżynierii, w tym 18 podręczników akademickich, a także książek dotyczących historii regionu Świecia. Był promotorem co najmniej dwóch przewodów doktorskich oraz kierownikiem projektu badawczego, jak również autorem kilku patentów.
W latach 80. i 90. był właścicielem i menedżerem w przedsiębiorstwach z branży wyburzeniowej (Spółdzielnia Pracy Nauczycieli Akademickich Optima) oraz instalacji gazowych. Został członkiem zarządu Stowarzyszenia Edukacji Menedżerskiej (SEM) Forum i Fundacji Edukacyjnej Przedsiębiorczości, a także wiceprzewodniczącym Konferencji Uczelni Niepaństwowych. W wyborach w 2011 kandydował do Senatu w okręgu nr 33 z ramienia KWW Unia Prezydentów – Obywatele do Senatu. Zajął ostatnie trzecie miejsce (12,83% głosów).

## Odznaczenia
Odznaczony m.in. Krzyżem Kawalerskim Orderu Odrodzenia Polski za wybitne osiągnięcia w pracy naukowo-badawczej, działalności dydaktycznej i społecznej, za zasługi na rzecz popularyzacji nauki w Polsce i na świecie (2012), a także Złotym Krzyżem Zasługi (2003) i wyróżnieniami ministrów edukacji i przemysłu.